# Bernd Aldor
Bernd Aldor (23 de marzo de 1881-20 de octubre de 1950) fue un actor teatral y cinematográfico alemán.

## Biografía
Nacido en Constantinopla, Turquía, en aquel momento parte del Imperio otomano, poco antes del cambio de siglo en Viena, Aldor tomó clases de actuación bajo la batuta de Karl Arnau, iniciando su carrera teatral como extra actuando en el Burgtheater.
En 1900 obtuvo su primer compromiso teatral de carácter permanente, en Znojmo. A partir de 1903 actuó en teatros de Chernivtsi, Tréveris, Bremen, Königsberg, Leipzig, Dresde y Hamburgo, y en 1906 trabajó en Berlín en el Teatro Schiller.
En 1913 fue descubierto por el director cinematográfico Charles Decroix en el Schauspielhaus Leipzig. Aldor actuó en 1917/18 en las dos primeras partes de la producción cinematográfica Es werde Licht!, encarnando al Dr. Mauthner. Entre 1917 y 1919 actuó de manera regular en filmes dirigidos por Richard Oswald y Lupu Pick, a menudo de género detectivesco, así como en las adaptaciones al cine de obras literarias Das Bildnis des Dorian Gray y Der lebende Leichnam, ambas dirigidas por Oswald. Uno de sus papeles destacados fue el que llevó a cabo en 1917 en Es werde Licht!. Hasta mediados de los años 1920 Aldor continuó interpretando primeros personajes, como el de Talma en Madame Récamier (1920).
En 1932 Aldor dirigió al actor rumano Constantin Tănase en el film Visul lui Tănase. Posteriormente fue disminuyendo su actividad, aunque tuvo pequeñas actuaciones en el cine hasta bien entrada la época del cine sonoro. Ya inactivo en el cine, en julio de 1938 se dictaminó que era „probablemente no ario“ por la Reichsfilmkammer. 
Aldor y su esposa, Hilde, que hubieron de refugiarse, se encontraban a principios de marzo de 1950 en Viena, Austria, ciudad en la que el actor falleció ese mismo año.

## Filmografía
| - 1913: Die Czernowska - 1913: Der Fleck - 1913: Das Ave Maria - 1914: Die große Sünderin - 1915: Aschenbrödelchen - 1916: Zirkusblut - 1917: Es werde Licht! - 1917: Des Goldes Fluch - 1917: Das Bildnis des Dorian Gray - 1917: Der Schloßherr von Hohenstein - 1918: Die Liebe des Van Royk - 1918: Der Weg ins Freie - 1918: Der Weltspiegel - 1918: Die tolle Heirat von Laló - 1918: Der lebende Leichnam - 1919: Marionetten der Leidenschaft - 1919: Mein Wille ist Gesetz - 1919: Der Herr über Leben und Tod | - 1920: Madame Récamier / Des großen Talma letzte Liebe - 1921: Die Furcht vor dem Weibe - 1923: Weltspiegel - 1923: Graf Cohn - 1924: Die Todgeweihten - 1925: Graf Greif - 1925: Aschermittwoch - 1925: Halbseide - 1927: Die glühende Gasse - 1927: Schwere Jungs - leichte Mädchen - 1928: Der alte Fritz - 1929: Indizienbeweis - 1930: Dreyfus - 1930: Leutnant warst Du einst bei deinen Husaren - 1930: Zwei Menschen - 1931: Elisabeth von Österreich - 1932: Visul lui Tanase |